# Mikael Håfström
Jan Mikael Håfström (Lund, 1960. július 1. –) svéd televíziós- és filmrendező, forgatókönyvíró.
1989-ben készítette első filmjét a televízió számára, majd 2001-ben rendezett először mozikba szánt filmet. Hollywoodban 2005-ben debütált a James Siegel regényéből készült Kisiklottakkal, a főszerepben Clive Owennel és Jennifer Anistonnal. Ezt követte a 2007-es 1408 című horror, aminek forgatókönyve Stephen King novelláját vette alapul.
Håfström több alkotásának forgatókönyvírója is egyben, illetve ő jegyzi a magyar mozikban is vetített Zsernyákok című díjnyertes svéd film szkriptjét is.
Bátyja Dan Håfström.

## Filmjei
- 2024. A manőver
- 2021. Halálos harcmező
- 2013. Szupercella
- 2011. A rítus
- 2007. 1408
- 2005. Kisiklottak (Derailed)
- 2004. A tó szelleme (Strandvaskaren)
- 2003. Könyörtelenek (Ondskan)
- 2001. Leva livet
- 1992. Botgörarna /tv/
- 1992. De giriga /tv/
- 1989. Terrorns finger /tv/